# Michael Woods

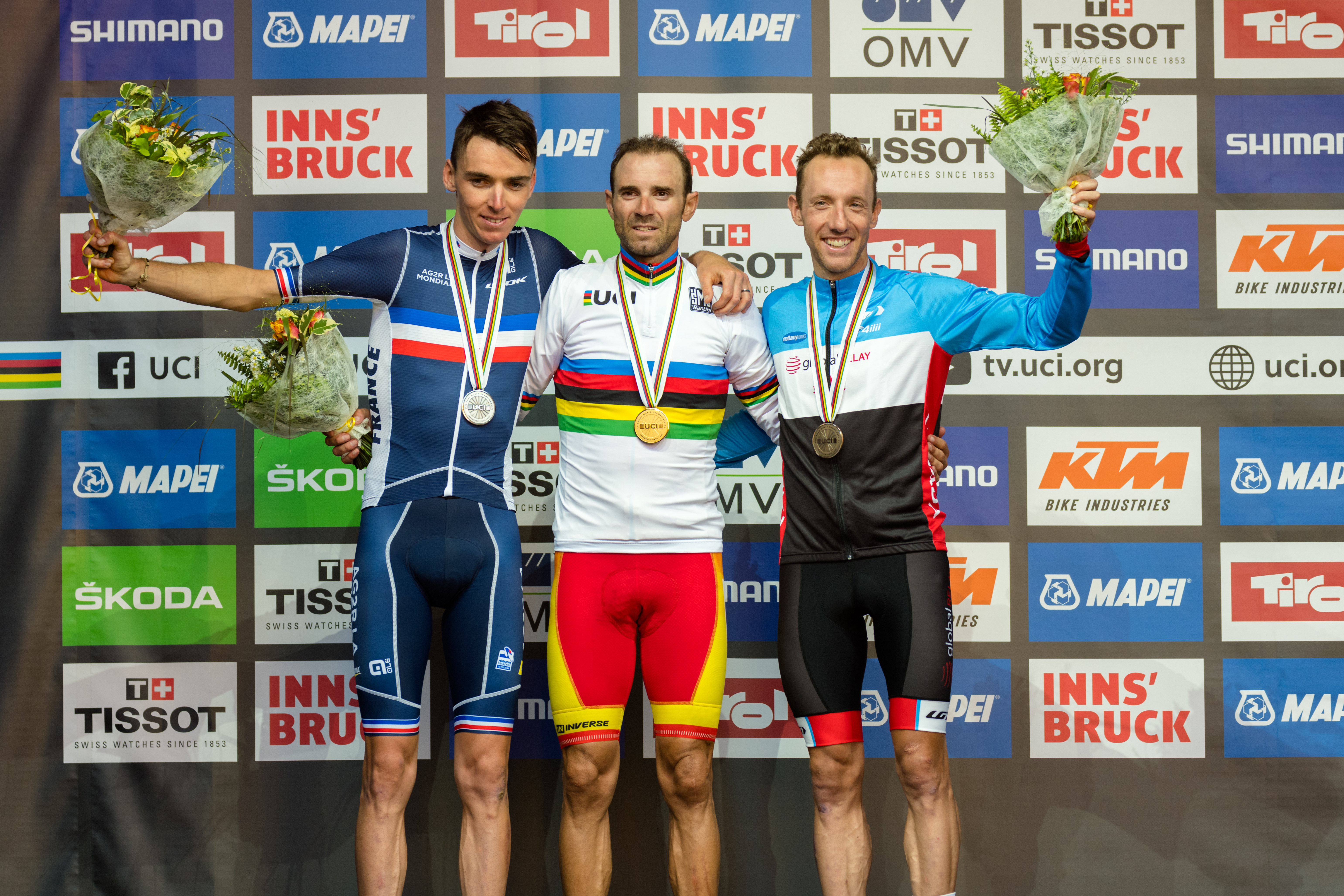
Podiet vid VM 2018. Från vänster: Romain Bardet (2:a), Alejandro Valverde (vinnare) och Michael Woods (3:a).

Michael Woods, född den 12 oktober 1986 i East York (Ontario), är en kanadensisk landsvägscyklist som blev professionell 2013. Innan han började med cykling var han en lovande medeldistanslöpare, men en stressfraktur i vänstra foten tvingade honom att sluta med löpning. Hans främsta cykelmeriter (till och med 2024) är segern i Milano–Torino 2019, två totalsegrar i Route d'Occitanie, samt en etappseger i Tour de France och tre i Vuelta a España.
Woods representarade Kanada i linjeloppen vid Olympiska spelen 2016 (55:a), 2020 (5:a) och 2024 (41:a).

## Meriter
| 2015 Vinnare av Clássica Loulé 2:a totalt i Tour of Utah Vinnare av etapp 5 2:a i Philadelphia International Cycling Classic 4:a totalt i Tour of the Gila Vinnare av etapp 5 10:a totalt i Tour of Alberta Bäste kanadensiske deltagare 2016 2:a i Milano–Torino 5:a totalt i Tour Down Under 2017 2:a i GP Miguel Induráin 7:a totalt i Vuelta a España 9:a i Liège–Bastogne–Liège 2018 Vinnare av etapp 17 i Vuelta a España 2:a i Liège–Bastogne–Liège 3:a i linjelopp vid Världsmästerskapen 4:a i Giro dell'Emilia 4:a i Tre Valli Varesine 9:a totalt i Tour of Utah 2019 Vinnare av Milano–Torino 2:a i Giro dell'Emilia 2:a i Japan Cup 3:a totalt i Herald Sun Tour Vinnare av etapp 2 5:a i Giro di Lombardia 5:a i Liège–Bastogne–Liège 6:a totalt i Volta a Catalunya 7:a totalt i Tour Down Under 8:a i Grand Prix Cycliste de Montréal 9:a i Clásica de San Sebastián 10:a totalt i Tour de Romandie | 2020 Vinnare av etapp 7 i Vuelta a España 3:a i La Flèche Wallonne 7:a i Liège–Bastogne–Liège 8:a totalt i Tirreno–Adriatico Vinnare av etapp 3 2021 2:a totalt i Tour des Alpes-Maritimes et du Var Vinnare av etapp 2 3:a i Giro dell'Emilia 4:a i La Flèche Wallonne 5:a i linjelopp vid Olympiska spelen 5:a totalt i Tour de Romandie Vinnare av etapp 4 5:a totalt i Tour de Suisse Vinnare av bergspristävlingen 5:a totalt i Tour of Britain 5:a i Liège–Bastogne–Liège 5:a i Milano–Torino 9:a i Giro di Lombardia 2022 Vinnare totalt av Route d'Occitanie Vinnare av etapp 3 2:a totalt i O Gran Camiño Vinnare av etapp 2 2:a i Mercan'Tour Classic 6:a i La Flèche Wallonne 10:a i Liège–Bastogne–Liège | 2023 Vinnare totalt av Route d'Occitanie Vinnare av etapp 3 Vinnare av etapp 9 i Tour de France 2:a i Mont Ventoux Dénivelé Challenge 4:a i La Flèche Wallonne 5:a i Giro dell'Emilia 6:a totalt i Volta a Catalunya 7:a i Tre Valli Varesine 2024 Kanadensisk mästare i linjelopp Vinnare av etapp 13 i Vuelta a España 4:a i Giro dell'Emilia 4:a i Classic Var 4:a i Japan Cup 8:a i Clásica de San Sebastián 8:a i Grand Prix Cycliste de Montréal 10:a totalt i Tour des Alpes-Maritimes |